# Međužupanijska nogometna liga Slavonije i Baranje 2014./15.
Međužupanijska nogometna liga Slavonije i Baranje četvrti je stupanj nogometnih natjecanja u Hrvatskoj. Ova liga nastala je 2014. godine. U ligi sudjeluju nogometni klubovi iz Osječko-baranjske, Vukovarsko-srijemske, Požeško-slavonske i Brodsko-posavske županije i broji 16 klubova. Pobjednik stječe pravo nastupa u 3. HNL, dok posljednjeplasirani ispadaju u 1. ŽNL svojih županija.

## Tablica
| Mj. | Klub                            | Sus. | Pobj. | Ner. | Por. | GR.   | Bod. |
| --- | ------------------------------- | ---- | ----- | ---- | ---- | ----- | ---- |
| 1.  | NK Marsonia Slavonski Brod      | 30   | 21    | 6    | 3    | 67:21 | 69   |
| 2.  | NK Bedem Ivankovo               | 30   | 20    | 3    | 7    | 62:37 | 63   |
| 3.  | NK Metalac Osijek               | 30   | 16    | 6    | 8    | 79:45 | 54   |
| 4.  | NK Bobota Agrar                 | 30   | 14    | 9    | 7    | 49:29 | 51   |
| 5.  | NK Hajduk Pakrac                | 30   | 14    | 3    | 13   | 52:50 | 45   |
| 6.  | NK Vuteks-Sloga Vukovar         | 30   | 14    | 3    | 13   | 49:48 | 45   |
| 7.  | NK Čepin                        | 30   | 12    | 7    | 11   | 51:33 | 43   |
| 8.  | NK NAŠK Našice                  | 30   | 12    | 4    | 14   | 49:55 | 40   |
| 9.  | NK Graničar Županja             | 30   | 12    | 4    | 14   | 38:61 | 40   |
| 10. | NK Grafičar-Vodovod Osijek      | 30   | 12    | 3    | 15   | 61:54 | 39   |
| 11. | NK Željezničar Slavonski Brod   | 30   | 11    | 5    | 14   | 43:50 | 38   |
| 12. | NK Jadran Gunja                 | 30   | 12    | 1    | 17   | 47:55 | 37   |
| 13. | NK Zrinski Jurjevac Punitovački | 30   | 10    | 5    | 15   | 40:52 | 35   |
| 14. | NK Vihor Jelisavac              | 30   | 9     | 6    | 15   | 35:57 | 33   |
| 15. | NK Mladost Cernik               | 30   | 8     | 5    | 17   | 38:69 | 29   |
| 16. | NK Otok                         | 30   | 6     | 4    | 20   | 24:68 | 22   |

## Rezultati
| NK Grafičar-Vodovod Osijek - NK Željezničar Slavonski Brod 1:1 NK Bobota Agrar - NK Vuteks-Sloga Vukovar 2:0 NK Mladost Cernik - NK Otok 1:1 NK Hajduk Pakrac - NK Graničar Županja 1:0 NK Jadran Gunja - NK Čepin 1:3 NK NAŠK Našice - NK Zrinski Jurjevac Punitovački 3:2 NK Bedem Ivankovo - NK Vihor Jelisavac 3:1 NK Marsonia Slavonski Brod - NK Metalac Osijek 4:1 | NK Marsonia Slavonski Brod - NK Bedem Ivankovo 1:0 NK Vihor Jelisavac - NK NAŠK Našice 0:0 NK Zrinski Jurjevac Punitovački - NK Jadran Gunja 1:0 NK Čepin - NK Hajduk Pakrac 2:1 NK Graničar Županja - NK Mladost Cernik 1:3 NK Otok - NK Bobota Agrar 1:1 NK Vuteks-Sloga Vukovar - NK Grafičar-Vodovod Osijek 4:2 NK Metalac Osijek - NK Željezničar Slavonski Brod 4:3 | NK NAŠK Našice - NK Marsonia Slavonski Brod 0:4 NK Jadran Gunja - NK Vihor Jelisavac 0:0 NK Hajduk Pakrac - NK Zrinski Jurjevac Punitovački 2:0 NK Mladost Cernik - NK Čepin 2:1 NK Bobota Agrar - NK Graničar Županja 2:1 NK Grafičar-Vodovod Osijek - NK Otok 7:2 NK Željezničar Slavonski Brod - NK Vuteks-Sloga Vukovar 5:1 NK Bedem Ivankovo - NK Metalac Osijek 4:1    |
| NK Marsonia Slavonski Brod - NK Jadran Gunja 2:0 NK Bedem Ivankovo - NK NAŠK Našice 3:0 NK Vihor Jelisavac - NK Hajduk Pakrac 3:3 NK Zrinski Jurjevac Punitovački - NK Mladost Cernik 3:1 NK Čepin - NK Bobota Agrar 3:0 NK Graničar Županja - NK Grafičar-Vodovod Osijek 1:0 NK Otok - NK Željezničar Slavonski Brod 1:0 NK Metalac Osijek - NK Vuteks-Sloga Vukovar 3:0 | NK Hajduk Pakrac - NK Marsonia Slavonski Brod 2:2 NK Jadran Gunja - NK Bedem Ivankovo 2:1 NK Mladost Cernik - NK Vihor Jelisavac 1:1 NK Bobota Agrar - NK Zrinski Jurjevac Punitovački 1:0 NK Grafičar-Vodovod Osijek - NK Čepin 3:2 NK Željezničar Slavonski Brod - NK Graničar Županja 1:1 NK Vuteks-Sloga Vukovar - NK Otok 1:0 NK NAŠK Našice - NK Metalac Osijek 0:2 | NK Marsonia Slavonski Brod - NK Mladost Cernik 5:0 NK Bedem Ivankovo - NK Hajduk Pakrac 3:2 NK NAŠK Našice - NK Jadran Gunja 2:0 NK Vihor Jelisavac - NK Bobota Agrar 2:1 NK Zrinski Jurjevac Punitovački - NK Grafičar-Vodovod Osijek 2:1 NK Čepin - NK Željezničar Slavonski Brod 3:0 NK Graničar Županja - NK Vuteks-Sloga Vukovar 3:1 NK Metalac Osijek - NK Otok 6:0    |
| NK Bobota Agrar - NK Marsonia Slavonski Brod 1:1 NK Mladost Cernik - NK Bedem Ivankovo 1:0 NK Hajduk Pakrac - NK NAŠK Našice 4:1 NK Grafičar-Vodovod Osijek - NK Vihor Jelisavac 4:1 NK Željezničar Slavonski Brod - NK Zrinski Jurjevac Punitovački 2:2 NK Vuteks-Sloga Vukovar - NK Čepin 1:0 NK Otok - NK Graničar Županja 1:1 NK Jadran Gunja - NK Metalac Osijek 1:2 | NK Marsonia Slavonski Brod - NK Grafičar-Vodovod Osijek 2:0 NK Bedem Ivankovo - NK Bobota Agrar 1:0 NK NAŠK Našice - NK Mladost Cernik 2:3 NK Jadran Gunja - NK Hajduk Pakrac 3:0 NK Vihor Jelisavac - NK Željezničar Slavonski Brod 0:0 NK Zrinski Jurjevac Punitovački - NK Vuteks-Sloga Vukovar 1:2 NK Čepin - NK Otok 1:0 NK Metalac Osijek - NK Graničar Županja 4:0 | NK Željezničar Slavonski Brod - NK Marsonia Slavonski Brod 3:1 NK Grafičar-Vodovod Osijek - NK Bedem Ivankovo 2:3 NK Bobota Agrar - NK NAŠK Našice 4:0 NK Mladost Cernik - NK Jadran Gunja 1:2 NK Vuteks-Sloga Vukovar - NK Vihor Jelisavac 2:0 NK Otok - NK Zrinski Jurjevac Punitovački 0:1 NK Graničar Županja - NK Čepin 1:3 NK Hajduk Pakrac - NK Metalac Osijek 1:0    |
| NK Marsonia Slavonski Brod - NK Vuteks-Sloga Vukovar 3:0 NK Bedem Ivankovo - NK Željezničar Slavonski Brod 2:1 NK NAŠK Našice - NK Grafičar-Vodovod Osijek 4:2 NK Jadran Gunja - NK Bobota Agrar 2:1 NK Hajduk Pakrac - NK Mladost Cernik 5:1 NK Vihor Jelisavac - NK Otok 4:1 NK Zrinski Jurjevac Punitovački - NK Graničar Županja 1:1 NK Metalac Osijek - NK Čepin 3:1 | NK Otok - NK Marsonia Slavonski Brod 0:1 NK Vuteks-Sloga Vukovar - NK Bedem Ivankovo 1:2 NK Željezničar Slavonski Brod - NK NAŠK Našice 1:0 NK Grafičar-Vodovod Osijek - NK Jadran Gunja 3:2 NK Bobota Agrar - NK Hajduk Pakrac 2:1 NK Graničar Županja - NK Vihor Jelisavac 4:0 NK Čepin - NK Zrinski Jurjevac Punitovački 0:2 NK Mladost Cernik - NK Metalac Osijek 3:1 | NK Marsonia Slavonski Brod - NK Graničar Županja 4:0 NK Bedem Ivankovo - NK Otok 9:0 NK NAŠK Našice - NK Vuteks-Sloga Vukovar 4:1 NK Jadran Gunja - NK Željezničar Slavonski Brod 5:1 NK Hajduk Pakrac - NK Grafičar-Vodovod Osijek 2:1 NK Mladost Cernik - NK Bobota Agrar 1:1 NK Vihor Jelisavac - NK Čepin 1:2 NK Metalac Osijek - NK Zrinski Jurjevac Punitovački 3:0    |
| NK Čepin - NK Marsonia Slavonski Brod 0:0 NK Graničar Županja - NK Bedem Ivankovo 0:1 NK Otok - NK NAŠK Našice 1:2 NK Vuteks-Sloga Vukovar - NK Jadran Gunja 2:0 NK Željezničar Slavonski Brod - NK Hajduk Pakrac 1:3 NK Grafičar-Vodovod Osijek - NK Mladost Cernik 2:1 NK Zrinski Jurjevac Punitovački - NK Vihor Jelisavac 4:1 NK Bobota Agrar - NK Metalac Osijek 1:1 | NK Marsonia Slavonski Brod - NK Zrinski Jurjevac Punitovački 5:0 NK Bedem Ivankovo - NK Čepin 0:0 NK NAŠK Našice - NK Graničar Županja 4:1 NK Jadran Gunja - NK Otok 1:0 NK Hajduk Pakrac - NK Vuteks-Sloga Vukovar 3:1 NK Mladost Cernik - NK Željezničar Slavonski Brod 4:0 NK Bobota Agrar - NK Grafičar-Vodovod Osijek 5:2 NK Metalac Osijek - NK Vihor Jelisavac 4:0 | NK Vihor Jelisavac - NK Marsonia Slavonski Brod 0:4 NK Zrinski Jurjevac Punitovački - NK Bedem Ivankovo 1:2 NK Čepin - NK NAŠK Našice 1:1 NK Graničar Županja - NK Jadran Gunja 3:2 NK Otok - NK Hajduk Pakrac 0:5 NK Vuteks-Sloga Vukovar - NK Mladost Cernik 3:0 NK Željezničar Slavonski Brod - NK Bobota Agrar 0:3 NK Grafičar-Vodovod Osijek - NK Metalac Osijek 3:1    |
| NK Željezničar Slavonski Brod - NK Grafičar-Vodovod Osijek 4:1 NK Vuteks-Sloga Vukovar - NK Bobota Agrar 1:1 NK Otok - NK Mladost Cernik 3:1 NK Graničar Županja - NK Hajduk Pakrac 2:1 NK Čepin - NK Jadran Gunja 6:0 NK Zrinski Jurjevac Punitovački - NK NAŠK Našice 0:1 NK Vihor Jelisavac - NK Bedem Ivankovo 0:1 NK Metalac Osijek - NK Marsonia Slavonski Brod 0:1 | NK Bedem Ivankovo - NK Marsonia Slavonski Brod 2:0 NK NAŠK Našice - NK Vihor Jelisavac 0:1 NK Jadran Gunja - NK Zrinski Jurjevac Punitovački 3:2 NK Hajduk Pakrac - NK Čepin 1:0 NK Mladost Cernik - NK Graničar Županja 0:0 NK Bobota Agrar - NK Otok 2:0 NK Grafičar-Vodovod Osijek - NK Vuteks-Sloga Vukovar 1:1 NK Željezničar Slavonski Brod - NK Metalac Osijek 2:2 | NK Marsonia Slavonski Brod - NK NAŠK Našice 3:0 NK Vihor Jelisavac - NK Jadran Gunja 1:2 NK Zrinski Jurjevac Punitovački - NK Hajduk Pakrac 3:2 NK Čepin - NK Mladost Cernik 2:2 NK Graničar Županja - NK Bobota Agrar 0:3 NK Otok - NK Grafičar-Vodovod Osijek 1:0 NK Vuteks-Sloga Vukovar - NK Željezničar Slavonski Brod 5:0 NK Metalac Osijek - NK Bedem Ivankovo 3:2    |
| NK Jadran Gunja - NK Marsonia Slavonski Brod 0:1 NK NAŠK Našice - NK Bedem Ivankovo 1:1 NK Hajduk Pakrac - NK Vihor Jelisavac 0:2 NK Mladost Cernik - NK Zrinski Jurjevac Punitovački 1:2 NK Bobota Agrar - NK Čepin 1:1 NK Grafičar-Vodovod Osijek - NK Graničar Županja 6:0 NK Željezničar Slavonski Brod - NK Otok 1:0 NK Vuteks-Sloga Vukovar - NK Metalac Osijek 2:0 | NK Marsonia Slavonski Brod - NK Hajduk Pakrac 1:1 NK Bedem Ivankovo - NK Jadran Gunja 3:1 NK Vihor Jelisavac - NK Mladost Cernik 2:0 NK Zrinski Jurjevac Punitovački - NK Bobota Agrar 1:1 NK Čepin - NK Grafičar-Vodovod Osijek 1:2 NK Graničar Županja - NK Željezničar Slavonski Brod 1:0 NK Otok - NK Vuteks-Sloga Vukovar 3:1 NK Metalac Osijek - NK NAŠK Našice 2:0 | NK Mladost Cernik - NK Marsonia Slavonski Brod 1:2 NK Hajduk Pakrac - NK Bedem Ivankovo 0:2 NK Jadran Gunja - NK NAŠK Našice 1:4 NK Bobota Agrar - NK Vihor Jelisavac 2:0 NK Grafičar-Vodovod Osijek - NK Zrinski Jurjevac Punitovački 2:0 NK Željezničar Slavonski Brod - NK Čepin 2:1 NK Vuteks-Sloga Vukovar - NK Graničar Županja 2:0 NK Otok - NK Metalac Osijek 0:2    |
| NK Marsonia Slavonski Brod - NK Bobota Agrar 1:0 NK Bedem Ivankovo - NK Mladost Cernik 3:1 NK NAŠK Našice - NK Hajduk Pakrac 2:0 NK Vihor Jelisavac - NK Grafičar-Vodovod Osijek 2:1 NK Zrinski Jurjevac Punitovački - NK Željezničar Slavonski Brod 1:0 NK Čepin - NK Vuteks-Sloga Vukovar 1:0 NK Graničar Županja - NK Otok 3:2 NK Metalac Osijek - NK Jadran Gunja 4:2 | NK Grafičar-Vodovod Osijek - NK Marsonia Slavonski Brod 0:2 NK Bobota Agrar - NK Bedem Ivankovo 7:1 NK Mladost Cernik - NK NAŠK Našice 5:3 NK Hajduk Pakrac - NK Jadran Gunja 2:1 NK Željezničar Slavonski Brod - NK Vihor Jelisavac 3:0 NK Vuteks-Sloga Vukovar - NK Zrinski Jurjevac Punitovački 1:0 NK Otok - NK Čepin 2:1 NK Graničar Županja - NK Metalac Osijek 1:3 | NK Marsonia Slavonski Brod - NK Željezničar Slavonski Brod 2:1 NK Bedem Ivankovo - NK Grafičar-Vodovod Osijek 1:0 NK NAŠK Našice - NK Bobota Agrar 2:2 NK Jadran Gunja - NK Mladost Cernik 4:0 NK Vihor Jelisavac - NK Vuteks-Sloga Vukovar 1:0 NK Zrinski Jurjevac Punitovački - NK Otok 2:1 NK Čepin - NK Graničar Županja 7:0 NK Metalac Osijek - NK Hajduk Pakrac 7:1    |
| NK Vuteks-Sloga Vukovar - NK Marsonia Slavonski Brod 1:1 NK Željezničar Slavonski Brod - NK Bedem Ivankovo 4:1 NK Grafičar-Vodovod Osijek - NK NAŠK Našice 3:0 NK Bobota Agrar - NK Jadran Gunja 2:1 NK Mladost Cernik - NK Hajduk Pakrac 1:3 NK Otok - NK Vihor Jelisavac 2:1 NK Graničar Županja - NK Zrinski Jurjevac Punitovački 3:2 NK Čepin - NK Metalac Osijek 0:0 | NK Marsonia Slavonski Brod - NK Otok 2:0 NK Bedem Ivankovo - NK Vuteks-Sloga Vukovar 6:2 NK NAŠK Našice - NK Željezničar Slavonski Brod 2:1 NK Jadran Gunja - NK Grafičar-Vodovod Osijek 3:1 NK Hajduk Pakrac - NK Bobota Agrar 1:0 NK Vihor Jelisavac - NK Graničar Županja 0:2 NK Zrinski Jurjevac Punitovački - NK Čepin 0:2 NK Metalac Osijek - NK Mladost Cernik 9:1 | NK Graničar Županja - NK Marsonia Slavonski Brod 2:1 NK Otok - NK Bedem Ivankovo 1:1 NK Vuteks-Sloga Vukovar - NK NAŠK Našice 3:1 NK Željezničar Slavonski Brod - NK Jadran Gunja 2:1 NK Grafičar-Vodovod Osijek - NK Hajduk Pakrac 3:0 NK Bobota Agrar - NK Mladost Cernik 1:0 NK Čepin - NK Vihor Jelisavac 2:2 NK Zrinski Jurjevac Punitovački - NK Metalac Osijek 2:2    |
| NK Marsonia Slavonski Brod - NK Čepin 3:1 NK Bedem Ivankovo - NK Graničar Županja 2:0 NK NAŠK Našice - NK Otok 5:0 NK Jadran Gunja - NK Vuteks-Sloga Vukovar 4:2 NK Hajduk Pakrac - NK Željezničar Slavonski Brod 1:2 NK Mladost Cernik - NK Grafičar-Vodovod Osijek 2:1 NK Vihor Jelisavac - NK Zrinski Jurjevac Punitovački 3:1 NK Metalac Osijek - NK Bobota Agrar 1:1 | NK Zrinski Jurjevac Punitovački - NK Marsonia Slavonski Brod 4:4 NK Čepin - NK Bedem Ivankovo 4:0 NK Graničar Županja - NK NAŠK Našice 4:3 NK Otok - NK Jadran Gunja 1:2 NK Vuteks-Sloga Vukovar - NK Hajduk Pakrac 4:1 NK Željezničar Slavonski Brod - NK Mladost Cernik 2:0 NK Grafičar-Vodovod Osijek - NK Bobota Agrar 3:0 NK Vihor Jelisavac - NK Metalac Osijek 5:4 | NK Marsonia Slavonski Brod - NK Vihor Jelisavac 4:1 NK Bedem Ivankovo - NK Zrinski Jurjevac Punitovački 2:0 NK NAŠK Našice - NK Čepin 2:0 NK Jadran Gunja - NK Graničar Županja 1:2 NK Hajduk Pakrac - NK Otok 3:0 ↓1 NK Mladost Cernik - NK Vuteks-Sloga Vukovar 0:4 NK Bobota Agrar - NK Željezničar Slavonski Brod 1:0 NK Metalac Osijek - NK Grafičar-Vodovod Osijek 4:4 |